# Otto IV. (Burgund)
Otto IV. (* zwischen 1238 und 1248; † 26. März 1303) war Herr von Salins von 1266 bis 1302 und Pfalzgraf von Burgund von 1279 bis 1302. Er war der älteste Sohn des Hugo von Salins († 1266) und der Pfalzgräfin Adelheid von Andechs-Meranien, deren Erbe er 1279 antrat. Sein bevorzugter Aufenthaltsort war Gray im heutigen Département Haute-Saône.

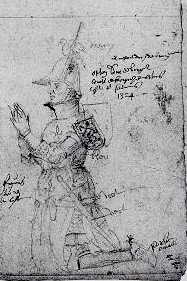

Im Jahr 1263 heiratete er Philippa von Bar, Tochter des Grafen Theobald II. Ein Konflikt mit seinem Onkel Johann I. von Chalon, der sich verschärfte, als Otto 1279 die von seiner Mutter geerbte Freigrafschaft Burgund in Besitz nahm, veranlasste ihn, die Unterstützung des Königs von Frankreich zu suchen. Er nahm an den Feldzügen Philipps III. (1270–1285) gegen Sizilien und Aragon (1284–1285) teil. Sein Waffenbruder Robert II. von Artois († 1302) bot dem alternden, inzwischen verwitweten Otto die Hand seiner jungen Tochter Mathilde (* wohl 1270) an. Die Hochzeit fand im Jahr 1285 statt.
Mit König Philipp IV. (1268–1314) schloss er am 9. Juni 1291 den Vertrag von Evreux, in dem für den Fall, dass ein männlicher Erbe ausblieb, die Hochzeit von Ottos und Mahauts gerade geborener erster Tochter Johanna mit dem französischen Kronprinzen Ludwig, dem späteren Ludwig X. (1289–1316) oder einem anderen künftigen Sohn des Königs vereinbart wurde. Hochverschuldet willigte er im Jahr 1295 in den Vertrag von Vincennes ein, der das vorherige Abkommen bestätigte, nun allerdings einen allfälligen männlichen Nachkomme Ottos von der Erbfolge ausschloss, wodurch die Freigrafschaft in jedem Fall an den Sohn des Königs fallen sollte.
Er nahm an Philipps Feldzug in Flandern teil und wurde verwundet nach Melun gebracht, wo er an den Folgen seiner Verletzungen starb.

## Nachkommen
Mit seiner ersten Frau Philippa von Bar hatte er eine Tochter
- Alix († nach 31. Januar 1285)

Mit Mathilde von Artois hatte er drei Kinder:
- Johanna II. (* vor Juni 1291; † 1330), 1315 Pfalzgräfin von Burgund, ⚭ 1307 Philipp V., † 1322, König von Frankreich und Navarra
- Blanka (* wohl 1295; † 1325/26 als Nonne in Maubuisson) ⚭ 1308, geschieden 1322, Karl IV., † 1328, König von Frankreich und Navarra
- Robert (* 1300; † 1315), 1302 Graf von Burgund

| Vorgänger | Amt                             | Nachfolger |
| --------- | ------------------------------- | ---------- |
| Adelheid  | Pfalzgraf von Burgund 1279–1303 | Robert     |

| Personendaten    | Personendaten         |
| ---------------- | --------------------- |
| NAME             | Otto IV.              |
| KURZBESCHREIBUNG | Pfalzgraf von Burgund |
| GEBURTSDATUM     | um 1238               |
| STERBEDATUM      | 26. März 1303         |